# Saprovisca leytensis
Saprovisca leytensis är en skalbaggsart som beskrevs av Zdzisława Stebnicka 1993. Saprovisca leytensis ingår i släktet Saprovisca och familjen Aphodiidae. Inga underarter finns listade i Catalogue of Life.